# Мала Копашница
Мала Копашница је насељено место града Лесковца у Јабланичком округу. Према попису из 2022. био је 201 становник. Село Мала Копашница се налази у равни Јужне Мораве крај пута и железничке пруге Грделица—Лесковац. Североисточно од Мале Копашнице почиње раван Лесковачког поља.

## Земље и шуме
Атар Мале Копашнице је издужен и простире се по 500 метара са обе стране железничке пруге. Поједини крајеви овог атара носе ове називе: Морава, Каменитица, Жерова Падина, Чакине Њиве, Мимџиска Воденица, Под Шума и Свињиште.

## Тип села
Село је разбијеног типа. У Малој Копашници су махале: Село и Бели Брег, које су међусобно удаљене око километар. У селу је 1961. године било 52 куће.

## Старине у селу
У Малој Копашници је са западне стране 1960. године, приликом изградње аутопута, било изграђено омладинско насеље. Тада су на том месту пронађени многи гробови. Мештани казују да су стране тих гробова биле зидане циглама. Недалеко од њих постојала је једна црквина.
И по другим деловима Мале Копашнице, око махале Село, у земљи се налазе остаци од старине. Због тога становници овог села кажу: „Где год се копа у нашим њивама налазе се цигле“. Оне су квадратног облика са странама од 35 сантиметра а дебљине 5-6 сантиметара. Верује се да је овде у прошлости била нека „латинска варош“.

## Постанак села
По народном веровању Мала Копашница је млађа од суседне Велике Копашнице. Она је основана пре око 120 година. Оснивач је био Јован, предак данашњег рода Гавазлиовци. Он је на путу Лесковац-Грделица отворио неко подрумче у коме је продавао пиће. Тако је поменути Јован „стекао имање“. После Јована ту су се насељавали и преци осталих сеоских родова.
У Малој Копашници, приликом ослобађања 1878. године била је затечена једна турска кула. Налазила се на потесу Мумџиска Воденица. Вероватно је овде постојао чифлик неког лесковачког Турчина.
Сеоска слава је Спасовдан.
Крст је у махали Село.

## Историја
На територији коју обухвата Мала Копашница постоје праисторијска и античка налазишта.

### Праисторијска налазишта
Трагови из праисторије пронађени су на локалитету Писана страна. Према подацима М.М. Васића у селу, између реке и механе, налазе се тумули. Неки други аутори, попут М. Гарашанина и В. Ивановића, наводе да су овде у питању правилна узвишења пречника до 30 m и висине преко 2 m чији је правац простирања исток-запад.

### Античка налазишта
Трагови из античког периода пронађени су на више локалитета у селу. То су: локалитет Пазариште,Бели брег и локалитет Каменитица.
 
Локалитет Пазариште налази се код ушћа реке Копашнице у Јужну Мораву. Према подацима путописца Феликса Каница на овом локалитету постојали су остаци старог града. Ове остатке касније помињали су и други аутори који су се бавили истраживањима овог краја.
На локалитету Бели брег, приликом радова на аутопуту „Братство и јединство” 1960. године, откривена је некропола са спаљеним покојницима. Том приликом истражено је око 100 гробова. На основу ових истраживања откривена је заступљеност 2 основна типа гробова, први тип су гробови са правоугаоним ракама и спаљених зидова а други тип представљају етажни гробови такође са спаљеним зидовима. Археолошки прилози у овим гробовима веома су бројни. Од керамичког материјала заступљене су плитке зделе, шоље и жишци а од стаклених судова пронађене су бочице издуженог цилиндричног врата са коничним трбухом и равним дном. Посебно су богати гробни прилози у женским гробовима. Од ових прилога заступљени су различити типови наушница од злата, огрлице и украсни предмети од златног лима, наруквице од стаклене пасте и бронзе итд. У мушким гробовима константовани су, не тако добро очувани, предмети од гвожђа као што су ножеви и копља. На основу археолошких налаза из ових гробова може се претпоставити да је у овом крају, у то доба, постојао већи златарски центар. Некропола у Малој Копашници датована је у време од II до IV века.
Према неким изворима ови гробови заоставштина су Дарданаца који су живели на овој територији у наведеном периоду.
У непосредној близини некрополе нађена је надгробна плоча димензија 110 m X 0,72 m X 0,36 m. Висина слова је 7,5 cm. Ова плоча чува се у Народном музеју у Лесковцу.
На плочи постоји следећи текст:
] |Luci(i) Flavii | Proculus | et Constans |patri b(ene) |5 m(erenti) p(oseurunt).
Локалитет Каменитица налази се на око 500 m северозападно од римско-добне некрополе. На овом терену утврђен је велики број фрагментованих римских опека. Овај локалитет пронађен је на њиви чији су власници орањем наилазили на веома масивне зидове од камена и опеке са малтером. На овом локалитету пронађени су и римски неидентификовани новчићи који се чувају у Народном музеју у Лесковцу.

## Демографија
У насељу Мала Копашница живи 199 пунолетних становника, а просечна старост становништва износи 41,1 година (40,4 код мушкараца и 41,9 код жена). У насељу има 72 домаћинства, а просечан број чланова по домаћинству је 3,54.
Ово насеље је великим делом насељено Србима (према попису из 2002. године).
|  |

| Демографија | Демографија | Демографија |
| Година      | Становника  | Становника  |
| ----------- | ----------- | ----------- |
| 1948.       | 234         |             |
| 1953.       | 240         |             |
| 1961.       | 282         |             |
| 1971.       | 285         |             |
| 1981.       | 281         |             |
| 1991.       | 303         | 257         |
| 2002.       | 255         | 337         |
| 2011.       | 213         |             |
| 2022.       | 201         |             |

| Етнички састав према попису из 2002.‍ | Етнички састав према попису из 2002.‍ | Етнички састав према попису из 2002.‍ | Етнички састав према попису из 2002.‍ | Етнички састав према попису из 2002.‍ |
| ------------------------------------ | ------------------------------------ | ------------------------------------ | ------------------------------------ | ------------------------------------ |
|                                      |                                      |                                      |                                      |                                      |
| Срби                                 | Срби                                 |                                      | 249                                  | 97,64%                               |
| Хрвати                               | Хрвати                               |                                      | 1                                    | 0,39%                                |
| Руси                                 | Руси                                 |                                      | 1                                    | 0,39%                                |
| Роми                                 | Роми                                 |                                      | 1                                    | 0,39%                                |
| Македонци                            | Македонци                            |                                      | 1                                    | 0,39%                                |
| непознато                            | непознато                            |                                      | 2                                    | 0,78%                                |

| Година пописа     | 1948. | 1953. | 1961. | 1971. | 1981. | 1991. | 2002. |
| ----------------- | ----- | ----- | ----- | ----- | ----- | ----- | ----- |
| Број домаћинстава | 49    | 47    | 58    | 67    | 71    | 79    | 72    |

| Број чланова      | 1  | 2  | 3 | 4  | 5  | 6 | 7 | 8 | 9 | 10 и више | Просек |
| ----------------- | -- | -- | - | -- | -- | - | - | - | - | --------- | ------ |
| Број домаћинстава | 11 | 18 | 6 | 12 | 14 | 6 | 4 | 1 | 0 | 0         | 3,54   |

| Пол    | Укупно | Неожењен/Неудата | Ожењен/Удата | Удовац/Удовица | Разведен/Разведена | Непознато |
| ------ | ------ | ---------------- | ------------ | -------------- | ------------------ | --------- |
| Мушки  | 109    | 24               | 72           | 11             | 2                  | 0         |
| Женски | 101    | 13               | 72           | 14             | 2                  | 0         |
| УКУПНО | 210    | 37               | 144          | 25             | 4                  | 0         |

| Пол    | Укупно                    | Пољопривреда, лов и шумарство | Рибарство                            | Вађење руде и камена | Прерађивачка индустрија       |
| ------ | ------------------------- | ----------------------------- | ------------------------------------ | -------------------- | ----------------------------- |
| Мушки  | 35                        | 2                             | 0                                    | 0                    | 15                            |
| Женски | 21                        | 2                             | 0                                    | 0                    | 10                            |
| УКУПНО | 56                        | 4                             | 0                                    | 0                    | 25                            |
| Пол    | Производња и снабдевање   | Грађевинарство                | Трговина                             | Хотели и ресторани   | Саобраћај, складиштење и везе |
| Мушки  | 0                         | 3                             | 2                                    | 1                    | 0                             |
| Женски | 0                         | 2                             | 3                                    | 0                    | 0                             |
| УКУПНО | 0                         | 5                             | 5                                    | 1                    | 0                             |
| Пол    | Финансијско посредовање   | Некретнине                    | Државна управа и одбрана             | Образовање           | Здравствени и социјални рад   |
| Мушки  | 0                         | 0                             | 1                                    | 2                    | 2                             |
| Женски | 0                         | 0                             | 0                                    | 1                    | 2                             |
| УКУПНО | 0                         | 0                             | 1                                    | 3                    | 4                             |
| Пол    | Остале услужне активности | Приватна домаћинства          | Екстериторијалне организације и тела | Непознато            | Непознато                     |
| Мушки  | 1                         | 0                             | 0                                    | 6                    | 6                             |
| Женски | 0                         | 0                             | 0                                    | 1                    | 1                             |
| УКУПНО | 1                         | 0                             | 0                                    | 7                    | 7                             |